# Arco de Nossa Senhora de Fátima
O Arco de Nossa Senhora de Fátima também conhecido por arco do triunfo de Sobral é um monumento brasileiro, em formato de arco do triunfo, localizado na cidade de Sobral, no estado brasileiro do Ceará.

## História
Foi construído em 1953, na gestão do prefeito Antônio Frota no local onde outrora existia um cruzeiro. A construção também foi em comemoração da visita da imagem Nossa Senhora de Fátima ao Brasil, que então peregrinava pelo Brasil. O projeto foi de autoria do arquiteto Falb Rangel e a construção foi comandada pelo engenheiro Francisco Frutuoso do Vale.
Em 2004, na gestão Cid Gomes, a a prefeitura do município de Sobral, após reformas e inaugurações de melhorias no arco e imediações, oficializou o entorno do monumento como Boulevard do Arco.